# Leader in yard corse per stagione nella National Football League
La seguente è la lista dei giocatori della National Football League (NFL) che hanno guidato la stagione regolare in yard corse ogni anno. La NFL ha iniziato a tenere ufficialmente conto delle yard corse solamente dalla stagione 1932.
La media di yard corse dal leader di lega si è progressivamente alzata con il passare degli anni: prima dalla stagione 1961, quando il numero di gare della stagione regolare fu innalzato a 14, nessun leader di lega eccetto due (Beattie Feathers e Steve Van Buren) aveva corso per più di 1.000 yard in una singola stagione e dopo la stagione 1978, quando il numero di gare fu ulteriormente incrementato e portato a 16, numerosi leader di lega cominciarono a correre per più di 1.500 yard a stagione.
Tra tutti i vari leader di lega, inoltre, un ristretto gruppo di otto è riuscito a correre per più di 2.000 yard in una singola stagione: primo a centrare quest'impresa fu nel 1973 il running back dei Buffalo Bills O.J. Simpson che a tutt'oggi è anche l'unico ad esservi riuscito in una stagione composta da 14 partite, mentre più recentemente Derrick Henry, running back dei Tennessee Titans, è stato l'ultimo ad entrare in questa ristretta cerchia nel 2020.
Il giocatore col maggior numero di titoli è Jim Brown, capace di imporsi come leader di lega in ben 8 occasioni. Seguono quindi Emmitt Smith, O.J. Simpson, Steve Van Buren e Barry Sanders, tutti appaiati a quota 4 titoli a testa. Brown detiene inoltre anche il record per il maggior numero di vittorie consecutive (5), avendo guidato la lega in yard corse dal 1957 al 1961, precedendo in questa graduatoria Steve Van Buren, Emmitt Smith ed Earl Campbell, vincitori del titolo di leader della lega per 3 anni consecutivi. La franchigia più rappresentata è quella dei Cleveland Browns con 11 leader stagionali, quindi segue quella dei Chicago Bears ferma a quota 6.
In aggiunta al leader in yard corse in stagione nella NFL, la lega riconosce anche il leader in yard corse in stagione nella American Football League (AFL), lega di football attiva dal 1960 al 1969 ed in seguito assorbita dalla NFL nel 1970.
A partire dalla stagione 2022 la NFL premia il leader di yard corse con il Jim Brown Award consegnato durante la cerimonia degli NFL Honors che si tiene nei giorni precedenti il Super Bowl.

## Lista dei vincitori del titolo di leader in yard corse della NFL

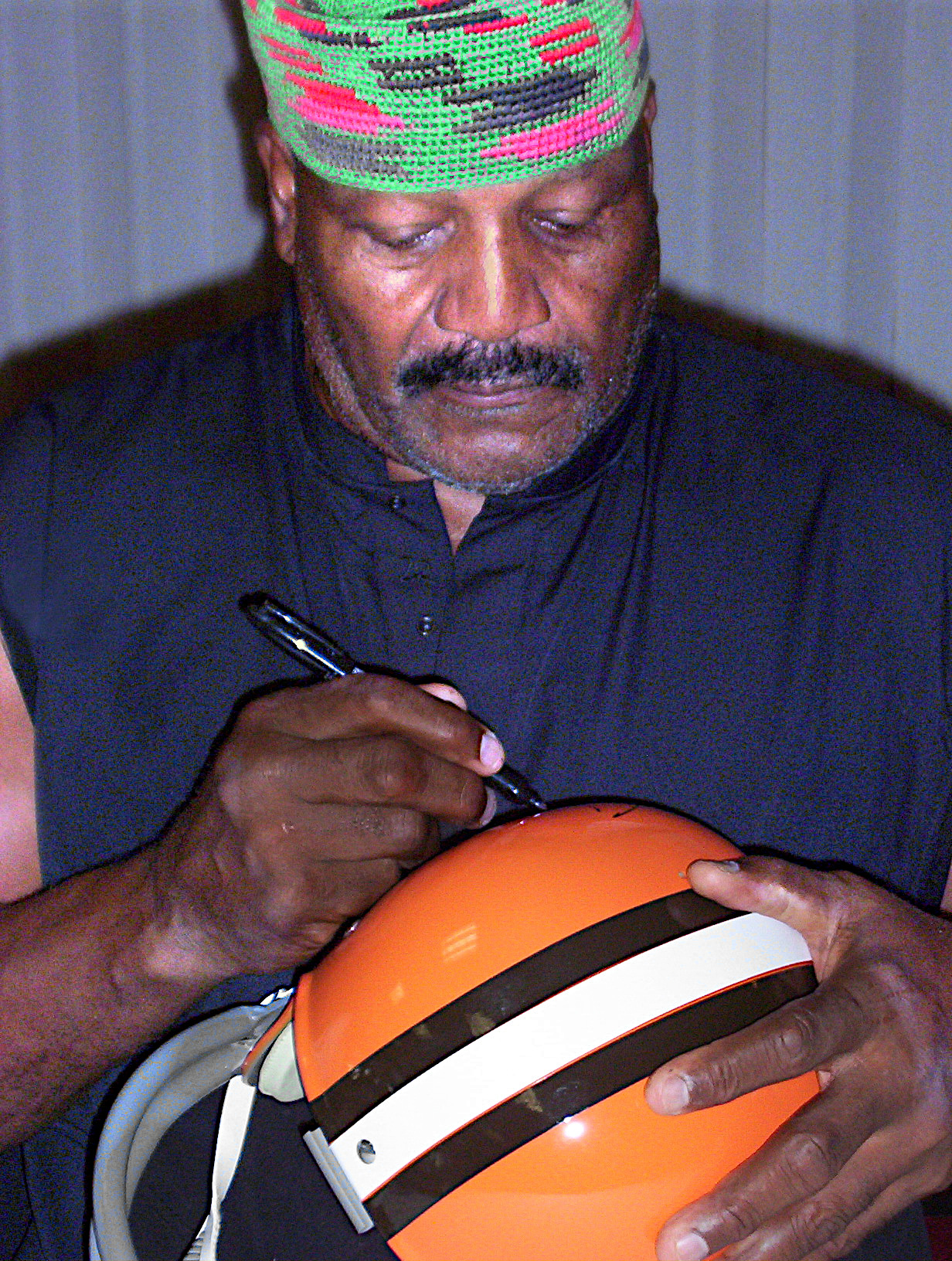
Jim Brown fu leader in yard corse in 8 stagioni, 5 consecutive dal 1957 al 1961 e 3 consecutive dal 1963 al 1965.

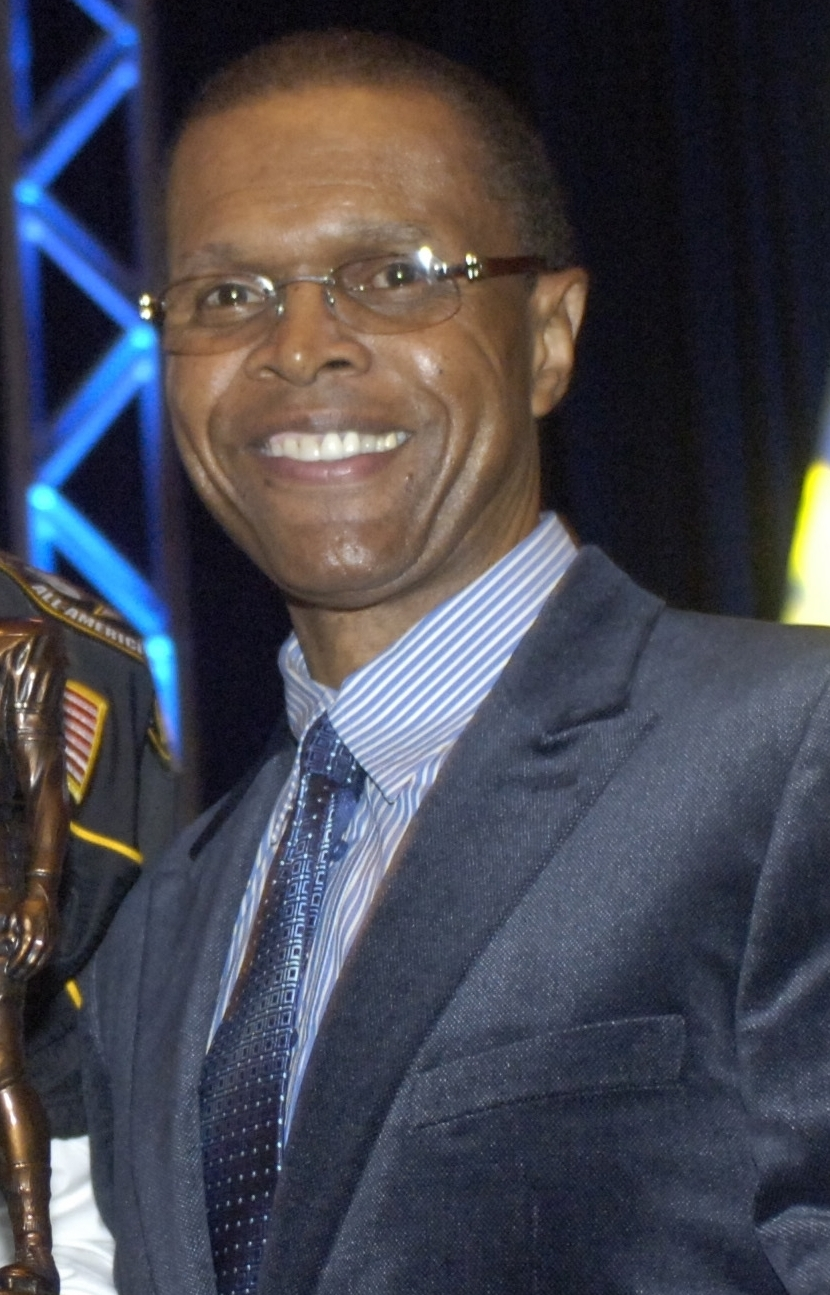
Gale Sayers guidò la NFL in yard corse nel 1966 e nel 1969.

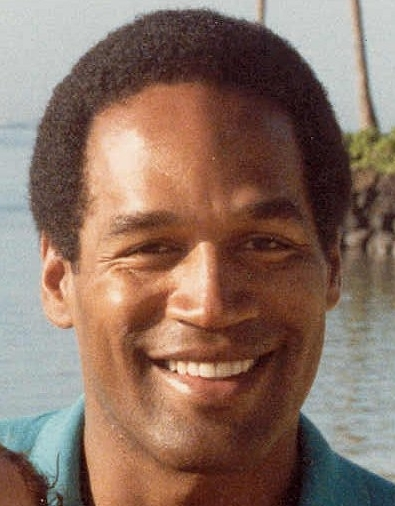
O.J. Simpson fu il primo ad abbattere il muro delle 2000 yard in una singola stagione e l'unico a farlo in una stagione da 14 partite. The Juice fu inoltre leader in yard corse in 4 stagioni (1972, 1973, 1975 e 1976).

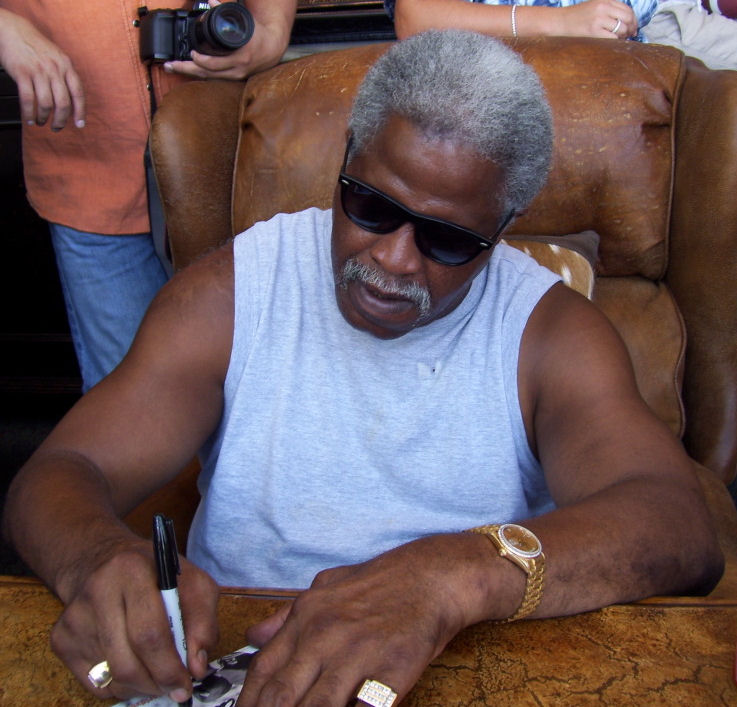
Earl Campbell, fu il terzo runningback di tutti i tempi a guidare la lega in yard corse in tre stagioni consecutive (dal 1978 al 1980).

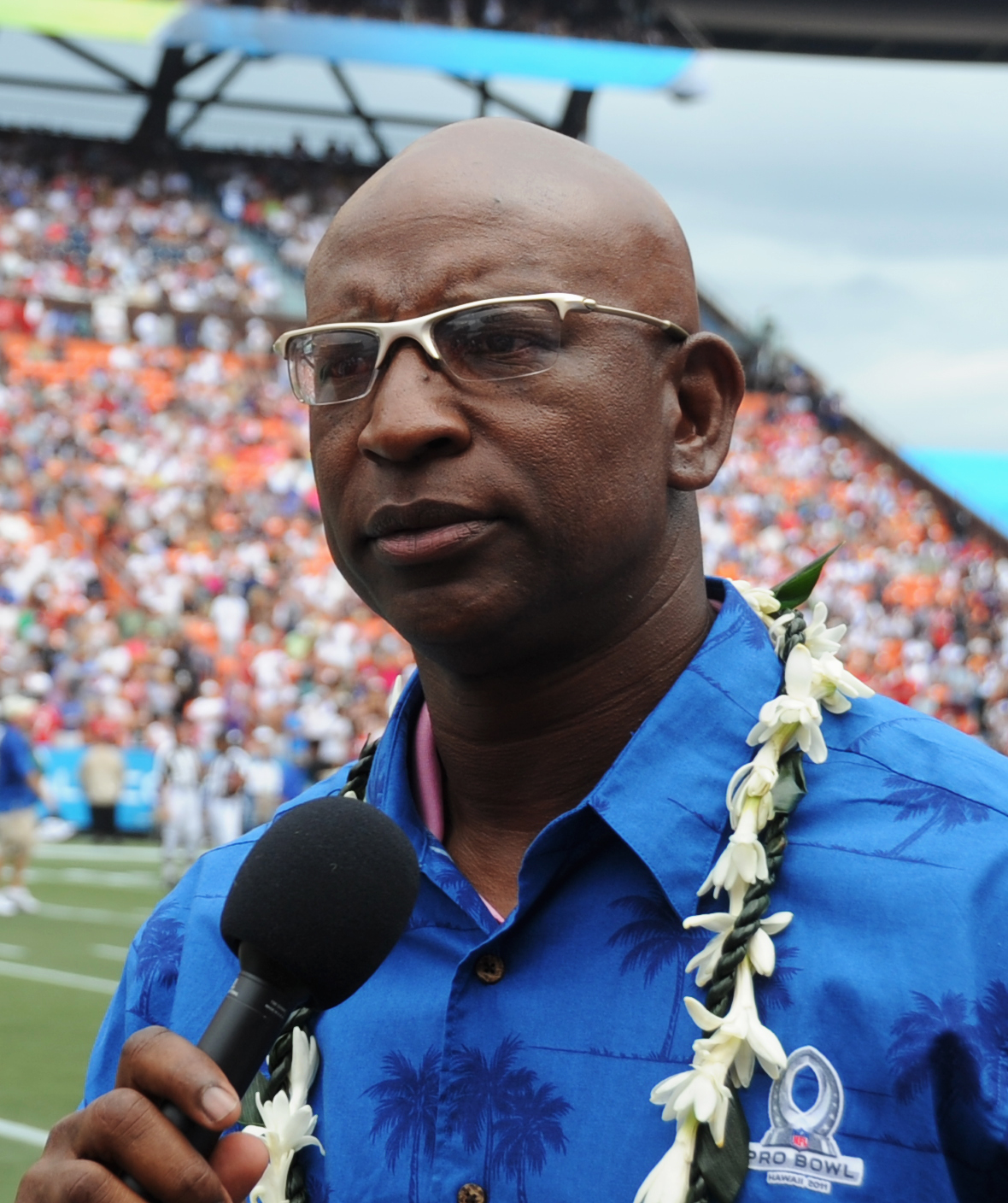
Eric Dickerson è il detentore del record di yard corse in una singola stagione (2105) e ha guidato la lega 4 volte: nel 1983 e 1984, sue prime due stagioni in NFL, nel 1986 e 1988.

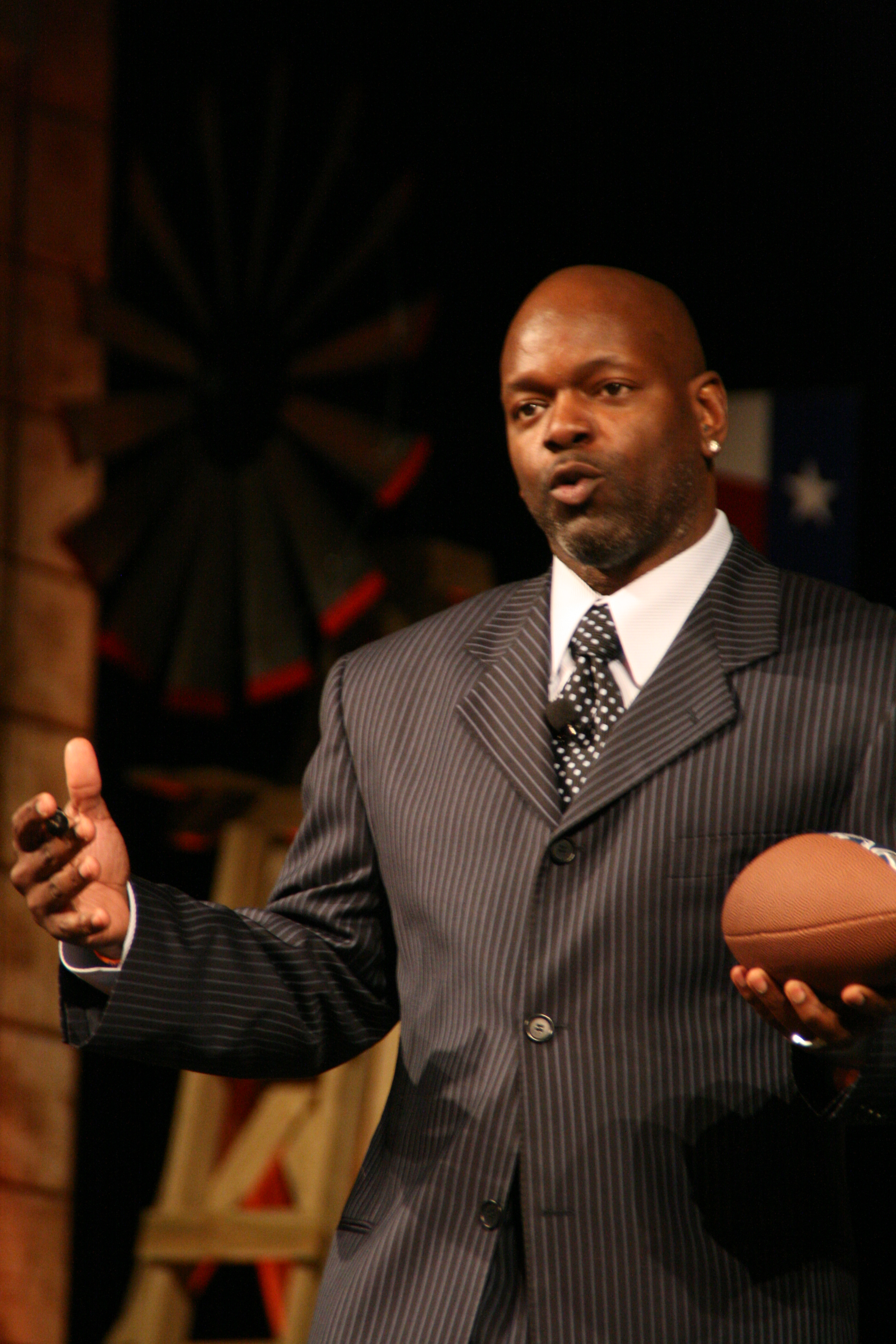
Emmitt Smith è il detentore del record di yard corse in carriera (18.355) e guidò la lega in 3 stagioni consecutive, dal 1991 al 1993.

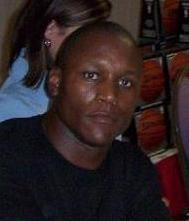
Barry Sanders è stato l'ultimo a guidare la lega più di tre volte (1990, 1994, 1996 e 1997).

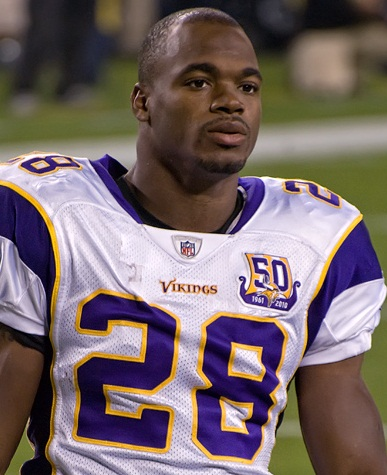
Adrian Peterson fu l'ultimo ad aggiudicarsi il titolo di MVP della NFL dopo avere guidato la lega in yard corse

| Lista dei leader in yard corse in stagione nella National Football League (NFL) |

| Stagione | Giocatore              | Squadra              | Yard  | Partite | Anno di induzione nella Pro Football Hall of Fame |
| -------- | ---------------------- | -------------------- | ----- | ------- | ------------------------------------------------- |
| 1932     | Cliff Battles±^        | Boston Braves        | 576   | 10      | 1968                                              |
| 1933     | Jim Musick^            | Boston Redskins      | 809   | 12      | No                                                |
| 1934     | Beattie Feathers±^     | Chicago Bears        | 1.004 | 13      | No                                                |
| 1935     | Doug Russell           | Chicago Cardinals    | 499   | 12      | No                                                |
| 1936     | Tuffy Leemans±         | New York Giants      | 830   | 12      | 1978                                              |
| 1937     | Cliff Battles␚         | Washington Redskins  | 874   | 11      |                                                   |
| 1938     | Byron "Whizzer" White± | Pittsburgh Pirates   | 567   | 11      | No                                                |
| 1939     | Bill Osmanski±         | Chicago Bears        | 699   | 11      | No                                                |
| 1940     | Byron "Whizzer" White  | Detroit Lions        | 514   | 11      | No                                                |
| 1941     | Pug Manders            | Brooklyn Dodgers     | 486   | 11      | No                                                |
| 1942     | Bill Dudley±           | Pittsburgh Steelers  | 696   | 11      | 1966                                              |
| 1943     | Bill Paschal±          | New York Giants      | 572   | 10      | No                                                |
| 1944     | Bill Paschal           | New York Giants      | 737   | 10      |                                                   |
| 1945     | Steve Van Buren        | Philadelphia Eagles  | 832   | 10      | 1965                                              |
| 1946     | Bill Dudley            | Pittsburgh Steelers  | 604   | 11      |                                                   |
| 1947     | Steve Van Buren^       | Philadelphia Eagles  | 1,008 | 12      |                                                   |
| 1948     | Steve Van Buren␚       | Philadelphia Eagles  | 945   | 12      |                                                   |
| 1949     | Steve Van Buren␚^      | Philadelphia Eagles  | 1.146 | 12      |                                                   |
| 1950     | Marion Motley␚         | Cleveland Browns     | 810   | 12      | 1968                                              |
| 1951     | Eddie Price            | New York Giants      | 971   | 12      |                                                   |
| 1952     | Dan Towler             | Los Angeles Rams     | 894   | 12      |                                                   |
| 1953     | Joe Perry              | San Francisco 49ers  | 1.018 | 12      | 1969                                              |
| 1954     | Joe Perry              | San Francisco 49ers  | 1.049 | 12      |                                                   |
| 1955     | Alan Ameche±           | Baltimore Colts      | 961   | 12      | No                                                |
| 1956     | Rick Casares           | Chicago Bears        | 1.126 | 12      | No                                                |
| 1957     | Jim Brown†±            | Cleveland Browns     | 942   | 12      | 1971                                              |
| 1958     | Jim Brown†^            | Cleveland Browns     | 1.527 | 12      |                                                   |
| 1959     | Jim Brown              | Cleveland Browns     | 1.329 | 12      |                                                   |
| 1960     | Jim Brown              | Cleveland Browns     | 1.257 | 12      |                                                   |
| 1961     | Jim Brown              | Cleveland Browns     | 1.408 | 14      |                                                   |
| 1962     | Jim Taylor␚            | Green Bay Packers    | 1.474 | 14      | 1976                                              |
| 1963     | Jim Brown^             | Cleveland Browns     | 1.863 | 14      |                                                   |
| 1964     | Jim Brown␚             | Cleveland Browns     | 1.446 | 14      |                                                   |
| 1965     | Jim Brown†             | Cleveland Browns     | 1.544 | 14      |                                                   |
| 1966     | Gale Sayers            | Chicago Bears        | 1.231 | 14      | 1977                                              |
| 1967     | Leroy Kelly            | Cleveland Browns     | 1.205 | 14      | 1994                                              |
| 1968     | Leroy Kelly            | Cleveland Browns     | 1.239 | 14      |                                                   |
| 1969     | Gale Sayers            | Chicago Bears        | 1.032 | 14      |                                                   |
| 1970     | Larry Brown            | Washington Redskins  | 1.125 | 14      | No                                                |
| 1971     | Floyd Little           | Denver Broncos       | 1.133 | 14      | 2010                                              |
| 1972     | O.J. Simpson           | Buffalo Bills        | 1.251 | 14      | 1985                                              |
| 1973     | O.J. Simpson†‡^        | Buffalo Bills        | 2.003 | 14      |                                                   |
| 1974     | Otis Armstrong         | Denver Broncos       | 1.407 | 14      | No                                                |
| 1975     | O.J. Simpson           | Buffalo Bills        | 1.817 | 14      |                                                   |
| 1976     | O.J. Simpson           | Buffalo Bills        | 1.503 | 14      |                                                   |
| 1977     | Walter Payton†‡        | Chicago Bears        | 1.852 | 14      | 1993                                              |
| 1978     | Earl Campbell‡±        | Houston Oilers       | 1.450 | 16      | 1991                                              |
| 1979     | Earl Campbell†‡        | Houston Oilers       | 1.697 | 16      |                                                   |
| 1980     | Earl Campbell‡         | Houston Oilers       | 1.934 | 16      |                                                   |
| 1981     | George Rogers±         | New Orleans Saints   | 1.674 | 16      | No                                                |
| 1982     | Freeman McNeil         | New York Jets        | 786   | 9[A]    | No                                                |
| 1983     | Eric Dickerson±        | Los Angeles Rams     | 1.808 | 16      | 1999                                              |
| 1984     | Eric Dickerson^        | Los Angeles Rams     | 2.105 | 16      |                                                   |
| 1985     | Marcus Allen†‡         | Los Angeles Raiders  | 1.759 | 16      | 2003                                              |
| 1986     | Eric Dickerson         | Los Angeles Rams     | 1.821 | 16      |                                                   |
| 1987     | Charles White          | Los Angeles Rams     | 1.374 | 15[B]   | No                                                |
| 1988     | Eric Dickerson         | Indianapolis Colts   | 1.659 | 16      |                                                   |
| 1989     | Christian Okoye        | Kansas City Chiefs   | 1.480 | 16      | No                                                |
| 1990     | Barry Sanders          | Detroit Lions        | 1.304 | 16      | 2004                                              |
| 1991     | Emmitt Smith           | Dallas Cowboys       | 1.563 | 16      | 2010                                              |
| 1992     | Emmitt Smith␚          | Dallas Cowboys       | 1.713 | 16      |                                                   |
| 1993     | Emmitt Smith␚†         | Dallas Cowboys       | 1.486 | 16      |                                                   |
| 1994     | Barry Sanders‡         | Detroit Lions        | 1.883 | 16      |                                                   |
| 1995     | Emmitt Smith           | Dallas Cowboys       | 1.773 | 16      |                                                   |
| 1996     | Barry Sanders          | Detroit Lions        | 1.553 | 16      |                                                   |
| 1997     | Barry Sanders†‡        | Detroit Lions        | 2.053 | 16      |                                                   |
| 1998     | Terrell Davis␚†‡       | Denver Broncos       | 2.008 | 16      | No                                                |
| 1999     | Edgerrin James±        | Indianapolis Colts   | 1.553 | 16      | No                                                |
| 2000     | Edgerrin James         | Indianapolis Colts   | 1.709 | 16      |                                                   |
| 2001     | Priest Holmes          | Kansas City Chiefs   | 1.555 | 16      | No                                                |
| 2002     | Ricky Williams         | Miami Dolphins       | 1.853 | 16      | Eleggibile dal 2017                               |
| 2003     | Jamal Lewis‡           | Baltimore Ravens     | 2.066 | 16      | No                                                |
| 2004     | Curtis Martin          | New York Jets        | 1.697 | 16      | 2012                                              |
| 2005     | Shaun Alexander†‡      | Seattle Seahawks     | 1.880 | 16      | No                                                |
| 2006     | LaDainian Tomlinson†‡  | San Diego Chargers   | 1.815 | 16      | 2017                                              |
| 2007     | LaDainian Tomlinson    | San Diego Chargers   | 1.474 | 16      | 2017                                              |
| 2008     | Adrian Peterson*       | Minnesota Vikings    | 1.760 | 16      | Non eleggibile                                    |
| 2009     | Chris Johnson*‡        | Tennessee Titans     | 2.006 | 16      | Non eleggibile                                    |
| 2010     | Arian Foster           | Houston Texans       | 1.616 | 16      | Eleggibile dal 2022                               |
| 2011     | Maurice Jones-Drew     | Jacksonville Jaguars | 1.606 | 16      | Eleggibile dal 2020                               |
| 2012     | Adrian Peterson*†‡     | Minnesota Vikings    | 2.097 | 16      |                                                   |
| 2013     | LeSean McCoy*          | Philadelphia Eagles  | 1.607 | 16      | Non eleggibile                                    |
| 2014     | DeMarco Murray*        | Dallas Cowboys       | 1.845 | 16      | Non eleggibile                                    |
| 2015     | Adrian Peterson*       | Minnesota Vikings    | 1.485 | 16      |                                                   |
| 2016     | Ezekiel Elliott±       | Dallas Cowboys       | 1.631 | 16      | Non eleggibile                                    |
| 2017     | Kareem Hunt±           | Kansas City Chiefs   | 1.327 | 16      | Non eleggibile                                    |
| 2018     | Ezekiel Elliott±       | Dallas Cowboys       | 1.434 | 15      | Non eleggibile                                    |
| 2019     | Derrick Henry±         | Tennessee Titans     | 1.540 | 15      | Non eleggibile                                    |
| 2020     | Derrick Henry±         | Tennessee Titans     | 2.027 | 17      | Non eleggibile                                    |
| 2021     | Jonathan Taylor±       | Indianapolis Colts   | 1.811 | 18      | Non eleggibile                                    |
| 2022     | Josh Jacobs            | Las Vegas Raiders    | 1.653 | 17      | Non eleggibile                                    |
| 2023     | Christian McCaffrey    | San Francisco 49ers  | 1.459 | 16      | Non eleggibile                                    |
| 2024     | Saquon Barkley         | Philadelphia Eagles  | 2.005 | 16      | Non eleggibile                                    |

## Lista dei vincitori del titolo di leader in yard corse della AFL
| Lista dei leader in yard corse in stagione nella American Football League (AFL) |

| Stagione | Giocatore        | Squadra            | Yard  | Partite | Anno di induzione nella Pro Football Hall of Fame |
| -------- | ---------------- | ------------------ | ----- | ------- | ------------------------------------------------- |
| 1960     | Abner Haynes±    | Dallas Texans      | 875   | 14      | No                                                |
| 1961     | Billy Cannon     | Houston Oilers     | 948   | 14      | No                                                |
| 1962     | Cookie Gilchrist | Buffalo Bills      | 1.096 | 14      | No                                                |
| 1963     | Clem Daniels     | Oakland Raiders    | 1.099 | 14      | No                                                |
| 1964     | Cookie Gilchrist | Buffalo Bills      | 981   | 14      |                                                   |
| 1965     | Paul Lowe        | San Diego Chargers | 1.121 | 14      | No                                                |
| 1966     | Jim Nance        | Boston Patriots    | 1.458 | 14      | No                                                |
| 1967     | Jim Nance        | Boston Patriots    | 1.216 | 14      |                                                   |
| 1968     | Paul Robinson±   | Cincinnati Bengals | 1.023 | 14      | No                                                |
| 1969     | Dickie Post      | San Diego Chargers | 873   | 14      | No                                                |

Legenda
Stagione: Stagione in cui il titolo di leader in yard corse è stato vinto.
Giocatore: Giocatore vincitore del titolo di leader in yard corse.
Partite: Numero di partite disputate nella relativa stagione[C].
Yard: Numero di yard corse nella relativa stagione.
 *  Giocatore ancora in attività.
␚: Giocatore vincitore nel medesimo anno del Campionato NFL/Super Bowl con la propria squadra.
†: Giocatore vincitore nel medesimo anno del titolo di MVP della NFL.
‡: Giocatore vincitore nel medesimo anno del titolo di Miglior giocatore offensivo dell'anno della NFL.
±: Giocatore vincitore del titolo di leader in yard corse nella sua stagione da rookie.
^: Nuovo record NFL per yard corse in una singola stagione.
Note
- [A] Il numero di gare fu ridotto da 16 a 9 a causa di uno sciopero dei giocatori durato 57 giorni.
- [B] Il numero di gare fu ridotto da 16 a 15 a causa di uno sciopero dei giocatori durato 24 giorni.
- [C] L'NFL non fissò un numero preciso di partite per le varie squadre sino al 1935, stabilendo invece un tetto minimo di partite da disputare.